# Isil
|  | Aquest article tracta sobre el poble d'aquest nom. Vegeu-ne altres significats a «Isil (antic municipi)». |

|  | Per a altres significats, vegeu «Isil (desambiguació)». |

Isil (IPA: [ˈdʒil]), antigament anomenat també Gil, és un poble del terme municipal d'Alt Àneu, a la comarca del Pallars Sobirà. Pertanyia a l'antic municipi d'Isil.

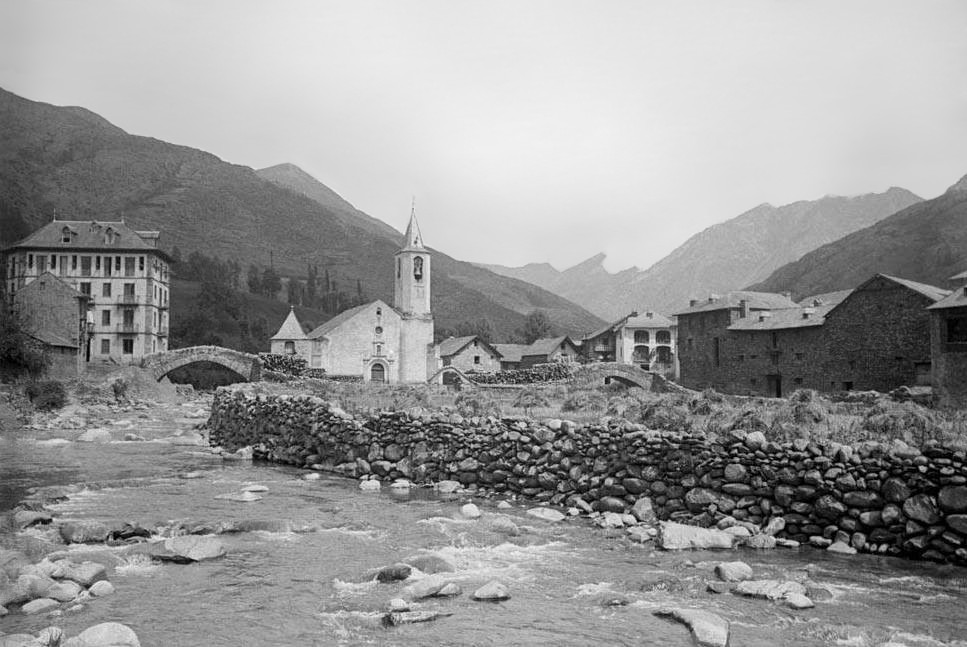
La Noguera Pallaresa al seu pas per Isil, en una imatge del 1906.

Està situat en el curs del Noguera Pallaresa, a totes dues riberes del riu, el qual, a més, forma una illa justament en aquell lloc, en la qual es troben la Casa de la Vila, l'església de la Immaculada i la Casa rectoral, oi Abadia. És a 1.163,4 metres d'altitud.
La menció documental més antiga és a l'acta de consagració de la catedral d'Urgell, datada l'any 839, però de cronologia molt discutida. També està documentat en una convinença del 1064 entre els comtes Artau I i Ramon VI, per la qual Isil passa al Pallars Sobirà.
Isil fou un municipi independent fins al 1970, data en la qual, juntament amb València d'Àneu, Son i Sorpe crearen el municipi d'Alt Àneu. L'any 1971 Isil i Alós d'Isil es constituïren en entitat local menor, que fou suprimida l'any 1992. Tanmateix, el 1999 es tornà a constituir en entitat municipal descentralitzada amb el nom d'Isil i Alós.
Isil té l'església parroquial de la Immaculada d'Isil, situada en una illa que forma la Noguera Pallaresa en dividir-se en dos braços, al costat nord de la Plaça de l'Església i al nord-oest de l'antiga Casa de la Vila, ara seu de l'Entitat Municipal Descentralitzada, que queda a l'esquerra del riu. Entre les cases del poble destaca Casa Sastres.
Entre el seu patrimoni immoble destaca l'església de Sant Joan d'Isil, situada als afores de la població, mig quilòmetre a migdia. És una basílica de tres naus capçada per tres absis que se sostenen sobre el riu. Destaca per la decoració de la portalada esculturada amb arquivoltes, similar a les de Sant Lliser d'Alós d'Isil, Sant Llorenç d'Isavarre i Sant Martí de Borén. Cal assenyalar el fris d'arquets cecs que recorre la façana sud i les dues plaques amb relleus que es troben encastades en aquesta mateixa façana.

## Etimologia
Segons Joan Coromines, Isil és un dels molts topònims pirinencs d'origen basc. Està format per una arrel preromana, que comparteix amb Isavarre: isil (silenciós, amagat).

## Geografia

### El poble d'Isil

#### Les cases del poble[2]
| - Casa Aiguanot - Casa Alberto - Casa Badí - Casa Badinet - Casa Baiasca - Casa Bernat - Casa Blassiat - Casa Bosc - Casa Bossigues - Casa Bruguera - Casa Cabalera - Casa Cabo | - Casa Cardet - Casa Cardosenc - Casa Catxes - Casa Feliu - Casa Ferrer de Sabadell - Casa Filomena - Casa Foixenc - Casa Francesa - Casa Fuster - Casa Gargall - Casa Ignasi - Casa Joan d'Estevat - Casa Targarí | - Casa Jordi - Casa Llorenç - Casa Mai - Casa Marxant - Casa Mateu - Casa Matilde - Casa Mílio - Casa Miqueu - Casa Mogat - Casa Moliner - Casa Paraire | - Casa Pastora - Casa Pericle - Casa Petit - Casa Pinyana - Casa Pistolet - Casa Pisto - Casa Pubillet - La Rectoria - Casa Regalat - Casa Llúpia de Gran - Casa Rosat - Casa Sabadell | - Casa Sastrers - Casa Saura - Casa Sentpau - Casa Tauperes - Casa Teixidor - Casa Tresó - Casa Tomeu - Casa Tonet - Casa Torret - Casa Truco - Casa Vicent |

## Història

### Edat moderna
En el fogatge del 1553, Isil (Esill) declara 20 focs laics i 2 d'eclesiàstics (uns 110 habitants).

### Edat contemporània
Pascual Madoz dedica un article del seu Diccionario geográfico... a Isil. S'hi pot llegir que és una localitat amb ajuntament situada a la Vall d'Àneu, en un petit pla travessat pel mig per la Noguera Pallaresa, que parteix el poble en dos, dominat per altes muntanyes que la priven dels raigs del sol, fins al punt que a l'hivern a penes hi toca el sol dues hores al dia. És un lloc batut pels vents del nord i del sud, amb un clima fred en excés, que produeix pulmonies i reumes aguts i crònics, a més de galteres, que en aquest lloc s'anomenen galls (sic). Tenia en aquell moment 90 cases, Casa de la Vila, presó, escola de primeres lletres a la qual assisteixen 50 nens i l'església parroquial de Sant Joan Baptista, servida per un rector de provisió reial i cinc beneficiats. A prop del poble hi ha l'ermita de Sant Joan, de gran antiguitat i valor. Hi ha moltes fonts a l'entorn, entre les quals una de sulfúrica i una altra de ferruginosa, però estan abandonades. El territori és fluix, pedregós, i de qualitat mitjana; a l'entorn hi ha tot de muntanyes despoblades d'arbres i una amb molts pins i avets. S'hi produïa sègol, patates, fenc i pastures. S'hi criava tota mena de bestiar, preferentment vacum. Hi havia caça de llebres, perdius, isards i ossos, i pesca de truites. Tenia 36 veïns (caps de casa) i 213 ànimes (habitants).

## Cultura popular i tradicional
Isil és també conegut per les Falles d'Isil, dins de la tradició de falles o teies, molt comuna al Pallars i a la Ribagorça. Com a record de la celebració pagana del solstici d'estiu, els habitants d'Isil descendeixen de la muntanya amb troncs encesos, la corrua de la qual enmig de la nit sembla una serp de foc. Aquesta festa fou recuperada l'any 1978 i declarada festa d'interès nacional per la Generalitat de Catalunya l'any 1991.